# 대한민국의 군사조직 목록
이 문서는 대한민국의 예비군과 준군사조직의 목록이다.

## 정규군
- 대한민국 육군; 1946년 1월 15일 ~ 현재
- 대한민국 해군; 1945년 11월 11일 ~ 현재
  - 대한민국 해병대; 제1차: 1949년 4월 15일 ~ 1973년 10월 10일; 제2차: 1987년 11월 1일 ~ 현재
- 대한민국 공군; 1949년 10월 1일 ~ 현재

## 예비군
- 호국군; 1948년 11월 20일 ~ 1949년 8월 31일
- 청년방위대
- 국민방위군
- 동원예비군; 1960년 ~ 1968년, 예비군 군종으로서.
- 방위병; 1969년 ~ 1994년
- 상근예비역; 1995년 1월 1일 ~ 2025년
- 대한민국 예비군; 1968년 ~ 현재
  - 동원예비군; 동원지정자자인 1~4년차 예비군.
  - 향토예비군; 동원지정자가 아닌 1~4년차 및 5~8년차 예비군.
  - 직장예비군
  - 대학직장예비군
  - 어민예비군
  - 선박예비군

학도병
- 학도호국단; 제1차: 1949년 4월 22일 ~ 1960년 5월 3일; 제2차: 1975년 5월 20일 ~ 1986년 3월 1일

## 준군사조직
- 대한민국 민방위대; 1975년 9월 22일 ~ 현재
- 대한민국 해양경찰청; 2017년 7월 26일 ~ 현재

## 같이 보기
- 대한민국의 병역 제도
- ROTC
- JROTC : 미국의 소수 고등학교에 있다.
  - 한국은 학도호국단이 있었으나, 이는 장교나 부사관 육성 목적은 아니었고, 단지 국가의 병영화가 목적이었다. 고등학교와 대학교에 설치되었으며, 교육받은 1년 당 1개월씩 군 복무기간을 감축해 주었다.(폐지된 지금도 그 법은 남아있다) 1993년까지 존재하였고 1994년 이후 문민정부 때 폐지되었다.

## 참고
- “향토예비군”. 《한국민족문화대백과사전》. 성남시 분당구: 한국학중앙연구원. 2023년 6월 27일에 확인함.